# Stenalcidia addendaria
Stenalcidia addendaria är en fjärilsart som beskrevs av Grossbeck 1908. Stenalcidia addendaria ingår i släktet Stenalcidia och familjen mätare. Inga underarter finns listade i Catalogue of Life.